# Partidul Istiqlal

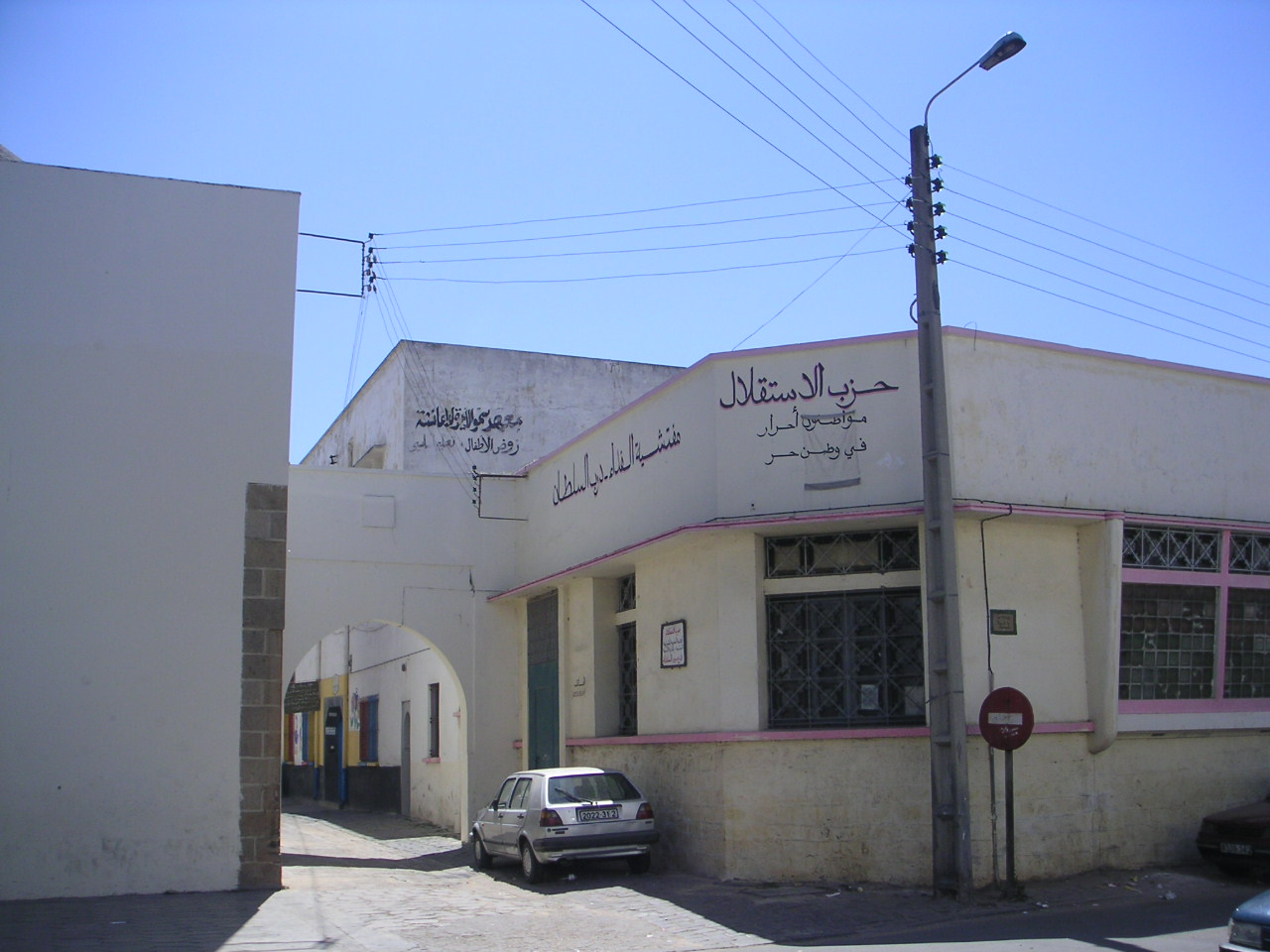

Partidul Istiqlal (în arabă حزب الإستقلال, transliterat: Ḥizb Al-Istiqlāl, în franceză Parti Istiqlal, în traducere „Partidul Independenței”) este un partid politic naționalist din Maroc.
Organizația de tineret a partidului se numește Jeunesse du Parti Istiqlal.
La alegerile parlamentare din anul 2002, partidul a obținut 48 de locuri.